# Municipio de Gordon (Dakota del Norte)
El municipio de Gordon (en inglés: Gordon Township) es un municipio ubicado en el condado de Cavalier en el estado estadounidense de Dakota del Norte. En el año 2010 tenía una población de 11 habitantes y una densidad poblacional de 0,16 personas por km².

## Geografía
El municipio de Gordon se encuentra ubicado en las coordenadas 48°40′52″N 98°39′12″O / 48.68111, -98.65333. Según la Oficina del Censo de los Estados Unidos, el municipio tiene una superficie total de 70.04 km², de la cual 68,99 km² corresponden a tierra firme y (1,49 %) 1,04 km² es agua.

## Demografía
Según el censo de 2010, había 11 personas residiendo en el municipio de Gordon. La densidad de población era de 0,16 hab./km². De los 11 habitantes, el municipio de Gordon estaba compuesto por el 100 % blancos. Del total de la población el 0 % eran hispanos o latinos de cualquier raza.